# Hemipeplus klematanicus
Hemipeplus klematanicus là một loài bọ cánh cứng trong họ Mycteridae. Loài này được Gestro miêu tả khoa học năm 1873.